# Moda en los años 2010

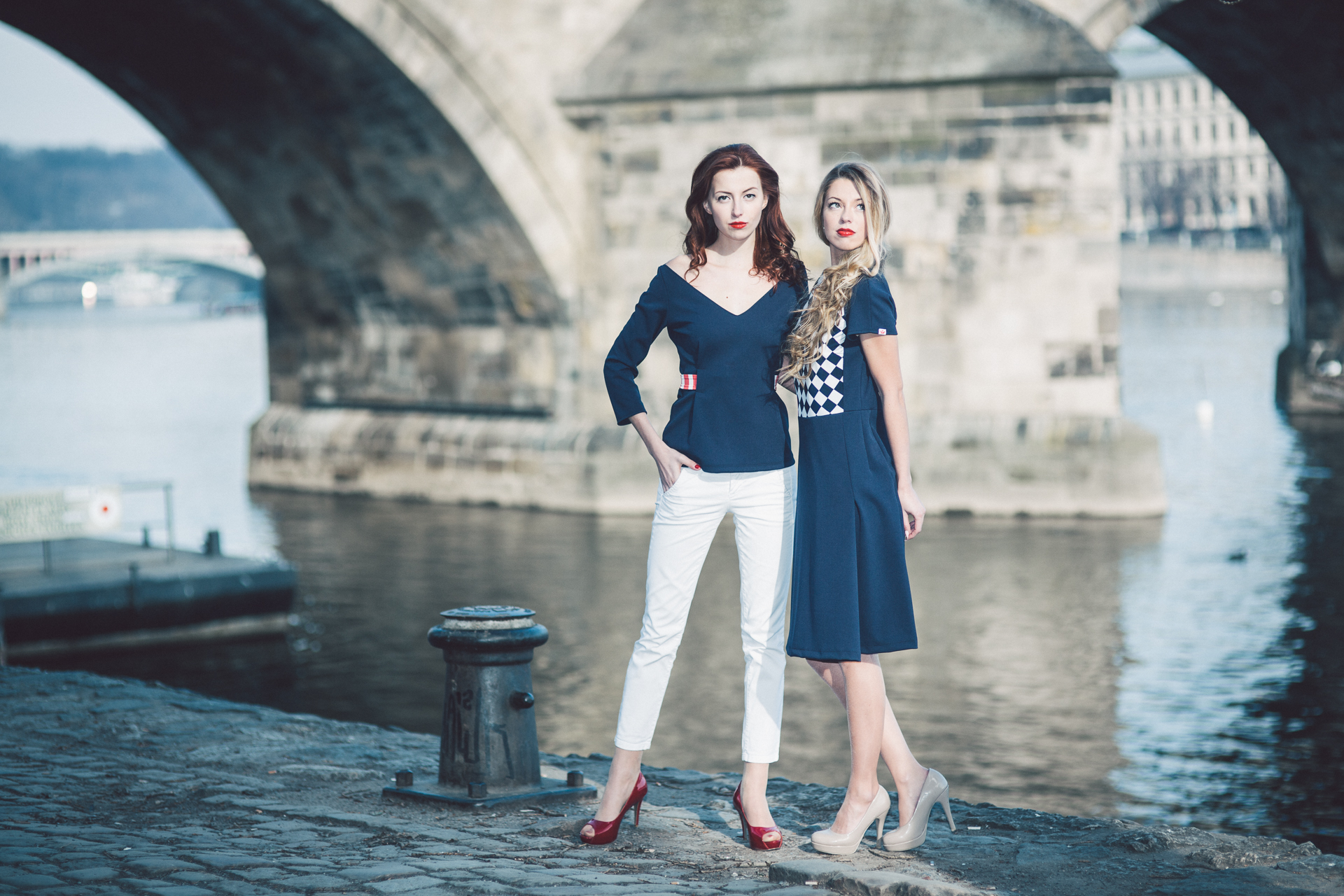
Piezas de ropa de la década en una sesión de fotos del 2015 influenciados por la era de la austeridad

Los años 2010 fueron definidos por un renacimiento de las piezas de ropa de la era de la austeridad, la moda hipster, colores de neón de los años 1980, mientras que desde finales de 2012 a 2015, se inició la influencia de la moda grunge y skater de inicios de los años 1990. Ese año empezó a distinguirse más la comunidad porque había más diversidad en atuendos: las mujeres tenían toda la libertad de usar cualquier tipo de ropa pues ya no era de ley, por así decirlo, usar siempre vestidos o faldas.  
A inicios de los años 2010, muchas tendencias de a mediados y finales de los años 2000 aún permanecieron vigentes en Europa, Estados Unidos, América Latina, Australasia y Asia Oriental, especialmente la apariencia de indie pop que se tomó con fuerza de elementos del garage rock de los años 1970 y la moda alternativa contemporánea.
Los diseñadores europeos líderes de inicios de los años 2010 incluyen a Nicolas Ghesquière, Miuccia Prada, Frida Giannini, Marc Jacobs, Phoebe Philo and Karl Lagerfeld. Supermodelos incluyen a Lara Stone, Karlie Kloss, Joan Smalls, Natasha Poly, Liu Wen, Anja Rubik, Freja Beha Erichsen, Mariacarla Boscono, Mary Wu, Saskia de Brauw y Cara Delevingne.

## Ropa femenina

### Años tempranos del 2010 (2010-2013)

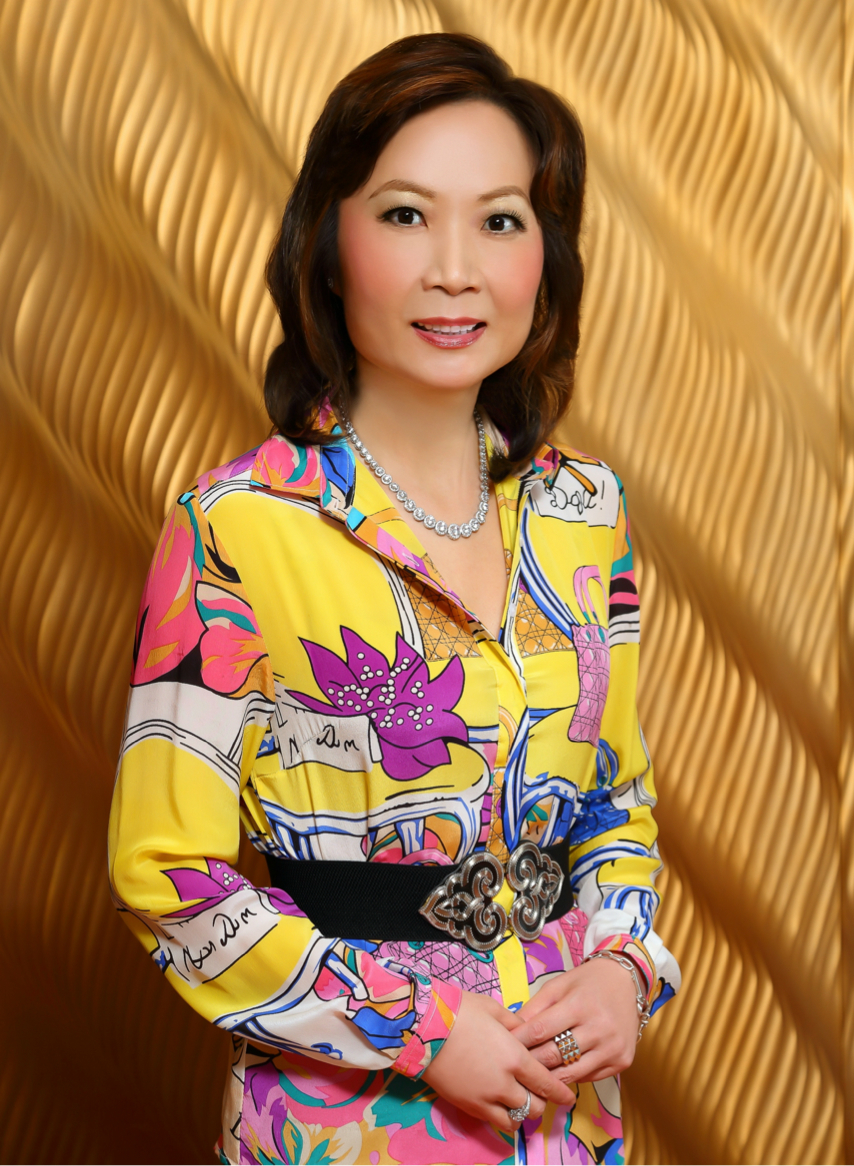
Mujer china vistiendo colores brillantes inspirados en los años 80, en 2013.

#### Influencias ochenteras
- Los primeros años de la década del 2010 ha reciclado muchas tendencias de los años 1950,[6] 1970 y 1980 cuando diseñadores de tiendas como Topshop replicaron ropas vintage originales. En los Estados Unidos, se volvió popular vestir ropas de diseñador de Gucci, Chanel o Versace, y colores de neón como rosa, verde, verde azulado, negro, púrpura, magenta y amarillo.[7]
- Top populares de mujeres estadounidense, británicas y australianas con edad de 20-50 incluyen túnicas; chaquetas de baseball de estilo ochentero;[8] rebecas demasiado grandes; camisas de moda western; camisetas y camisas en capas u obtenidos dos por el precio de uno; vestidos y camisetas con cinturón; chaquetas de cuero Perfecto personalizados con broches;[9] camisolas florales vestidos con braguitas ajustadas, y vestidos sin manga. Las mujeres europeas usan ropas centellantes como holgados vestidos, blusas y faldas de estilo Imperio de una sola talla para todos; y maxi dresses de organza blanco inspirado por Pippa Middleton.[10]
- Desde 2010 a 2013, muchas tendencias de fines de 2000 permanecieron populares en Europa, los Estados Unidos, Asia Oriental y América Latina, especialmente el pantalón pitillo lavado a piedra; el «pantalón-vestido»; el traje de mameluco;[11][12] el pantalón pitillo de color pastel a lo preppy, y capris cortados en el tobillo. Posiblemente debido a la pobre economía en los primeros años, las faldas maxi y mini fueron los estilos más comunes, siendo el estándar de dobladillo el más largo que se ha tenido desde la Gran Depresión.[13]

#### Influencias noventeras
- Desde finales de 2012 en adelante, la tendencia inspirada en los noventa retornó a Reino Unido, Estados Unidos y Australia entre mujeres de 18 a 30 años.[14] Prendas superiores populares incluyen el suéter de Navidad;[15] la gabardina caqui Superdry;[16] la camiseta con bléiser, la camisas de franela muy grande atado o ajustado en la cintura; camisetas muy grandes; el gilet acolchado;[17] y el suéter de cuello redondo. Los crop tops también reingresaron, pero no se hicieron populares en las tiendas.[18] En Reino Unido y los Estados Unidos, piezas inferiores de ropa incluyen los pantalones pitillo; el leggings; los pantalones de paracaídas de MC Hammer; los pantalones o faldas de sirsaca;[19] los pantalones de novio, o los pantalones cortos de gran altura.
- Los calzados deseados incluyen botas para lluvia, sandalias planas, los tacones de aguja, las zapatillas Keds.

### Mediados de los años 2010 (2014-2016)

#### Ropa monocromática y estampada

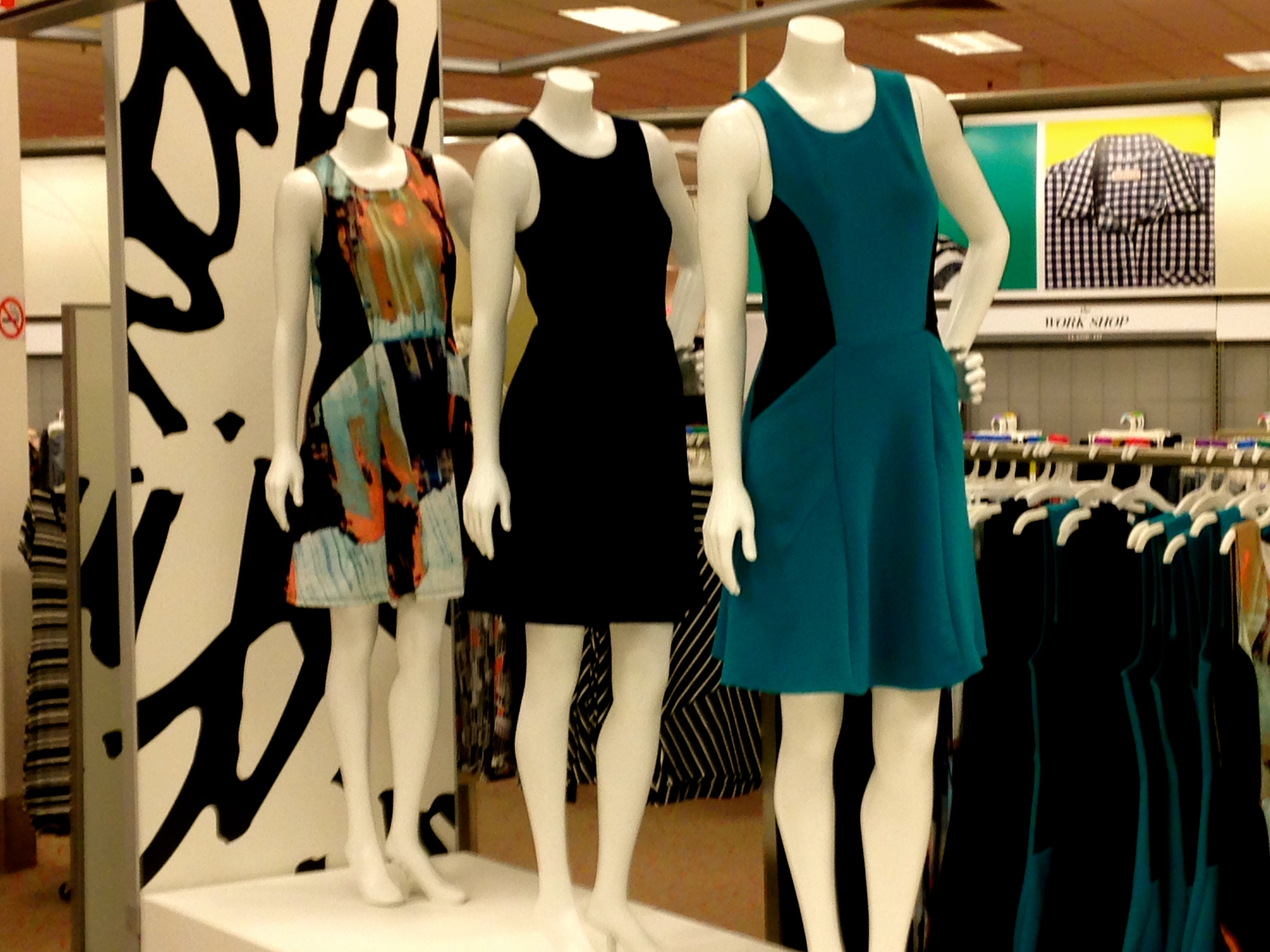
Los vestidos acampanados tuvieron un regreso en 2014. Los dobladillos se hicieron más cortos que los de inicios de 2010.

- Por mediados de los años 2010, los colores de neón desaparecieron en Europa, América y Australasia, y fueron reemplazados por el negro, blanco y varios gradientes de grises,[20] y el color carboncillo primero en la pasarela, y luego como tendencia urbana.[21] Las blusas y vestidos de lunares en blanco y negro (a veces en rojo)[22] tuvieron un renacimiento en China y Corea del Norte, junto a los zapatos de plataforma robustos de los años 90.[23][24]